# 東正剛
東 正剛（ひがし せいごう、1949年 - ）は、日本の生物学者。北海道大学名誉教授、放送大学客員教授。専門は動物生態学、分子生態学、進化学、環境科学。

## 経歴
1949年宮崎県高鍋町生まれ。奈良県立高田高等学校をへて奈良教育大学卒業、1980年北海道大学大学院理学研究科博士課程単位取得退学、1980年理学博士（北海道大学）。1980年北海道大学大学院環境科学研究科助手、1993年教授、2005年同大学大学院地球環境科学研究院教授、2012年北海道大学名誉教授。
大学院ではハナバチの社会学研究で著名な坂上昭一に師事してアリ類の生態学研究に着手。その中で日本海に面した石狩浜で調査したエゾアカヤマアリのスーパーコロニーが、地球上で最も巨大なアリのコロニーであることを明らかにしたことは特筆される。研究生活を通して南極大陸を含むすべての大陸でエネルギッシュに調査を行うとともに、多くの研究者を育てた。

## 著書

### 共著
- 生物と環境．江戸謙顕 三共 2002.1
- ヒアリの生物学 : 行動生態と分子基盤．緒方一夫, S.D.ポーター 共著 ; 東典子 訳 海游舎 2008.3

### 編著
- 地球はアリの惑星．平凡社　1995.1

### 共編著
- クロオオアリ．責任編集 ; 今森光彦 写真　集英社　1985.4
- 社会性昆虫の進化生態学．松本忠夫 共編　海游舎　1993.3
- 生態学からみた北海道．阿部永、辻井達一 編　北海道大学図書刊行会　1993.6
- Biodiversity and ecology in the northermost Japan．eds.: A. Osawa and K. Kanagawa, Hokkaido University Press , 1993
- 社会性昆虫の進化生物学．辻和希 共編　海游舎　2011.9
- 動物の科学．二河成男 共編著　放送大学教育振興会　2015.3
- アリの社会．坂本洋典, 村上貴弘 共編著　東海大学出版部　2015.9

### 共著（分担執筆）
オゾン層破壊の科学．北海道大学大学院環境科学院 編　北海道大学出版会　2007.3